# Dave Mustaine
David Scott Mustaine (* 13. září 1961, La Mesa, Kalifornie, USA) je americký kytarista, skladatel a zpěvák speed/thrash metalové skupiny Megadeth. Narodil se Emily a John Mustainovým a od 15 let žil ve vlastním bytě, ve kterém vydržel díky obchodu s drogami (které sám užíval). Vyrůstal na různých předměstích jižní Kalifornie. Jako frontman skupiny Megadeth, bývalý kytarista a spoluzakladatel kapely Metallica, je jeden z hrstky lidí považovaných za průkopníky thrash/speed metalu.
Před Metallicou hrál v kapele Panic. K Metallice se připojil po inzerátu, který dal do místních novin The Recycler Lars Ulrich, bubeník Metallicy. V Metallice vydržel jen do roku 1983, kdy byl kvůli problémům s alkoholem, drogami a spory s tehdejším basákem Ronem McGovneym vyhozen (například mu údajně vylil pivo do snímačů jeho baskytary). Nejznámější během jeho činnosti v Metallice je píseň „The Four Horsemen“ z alba Kill 'Em All, který sám napsal a později vydal na prvním albu Megadeth jako „Mechanix“ (dnes tuto píseň hraje občas s Megadeth). Mustainův vliv je znát i na několika dalších albech Metallicy. Po vyhazovu si dal za cíl založit skupinu rychlejší, s radikálnějšími názory a úspěšnější než Metallica. Ještě v roce 1983 založil skupinu Fallen Angels, která však dlouho nepůsobila. V létě potkal basáka Davida Ellefsona a založil Megadeth; tehdy s kytaristou Gregem Handevidtem a bubeníkem Dijonem Carruthersem. V roce 2002 přestal hrát kvůli zranění ruky a vrátil se až v roce 2004. Během zotavování se stal křesťanem.
Od roku 2023 žije s rodinou v Itálii, ale má stále rezidenci v Nashvillu.
Je také známý výtvorem postavy Vic Rattlehead, což je maskot kapely Megadeth.

## Politické názory
Jeho texty hlavně pojednávají o politice, válkách, smrti a v neposlední řadě náboženství. Také se vyjadřuje k politice v USA. V roce 1992 se zúčastnil Národního shromáždění Demokratické strany. Ale později začal kritizovat politiky demokratické strany a začal být příznivcem politiků republikánské strany. Během voleb prezidenta USA 2004 řekl, že John Kerry ,,zničí naší zemi ". V roce 2012 silně kritizoval Baracka Obamu. 
V jednom rozhovoru řekl: Že je proti ilegální imigraci, že kdyby byl prezidentem, tak postaví velkou zeď podél mexických hranic a nikoho nepustí do USA.
Sám v roce 2016 řekl, že není příznivcem žádné politické strany a že je nezávislý i když jeho názory jsou pravicové.

## Nemoc
Dne 17. června 2019 Mustaine prostřednictvím Facebooku uvedl, že má rakovinu jícnu. Lékaři mu prý dávají 90% šanci na zotavení a její nenávratnost. Megadeth kvůli Mustainovi tak ukončili turné pro rok 2019. V říjnu oznámil, že léčba byla úspěšná.

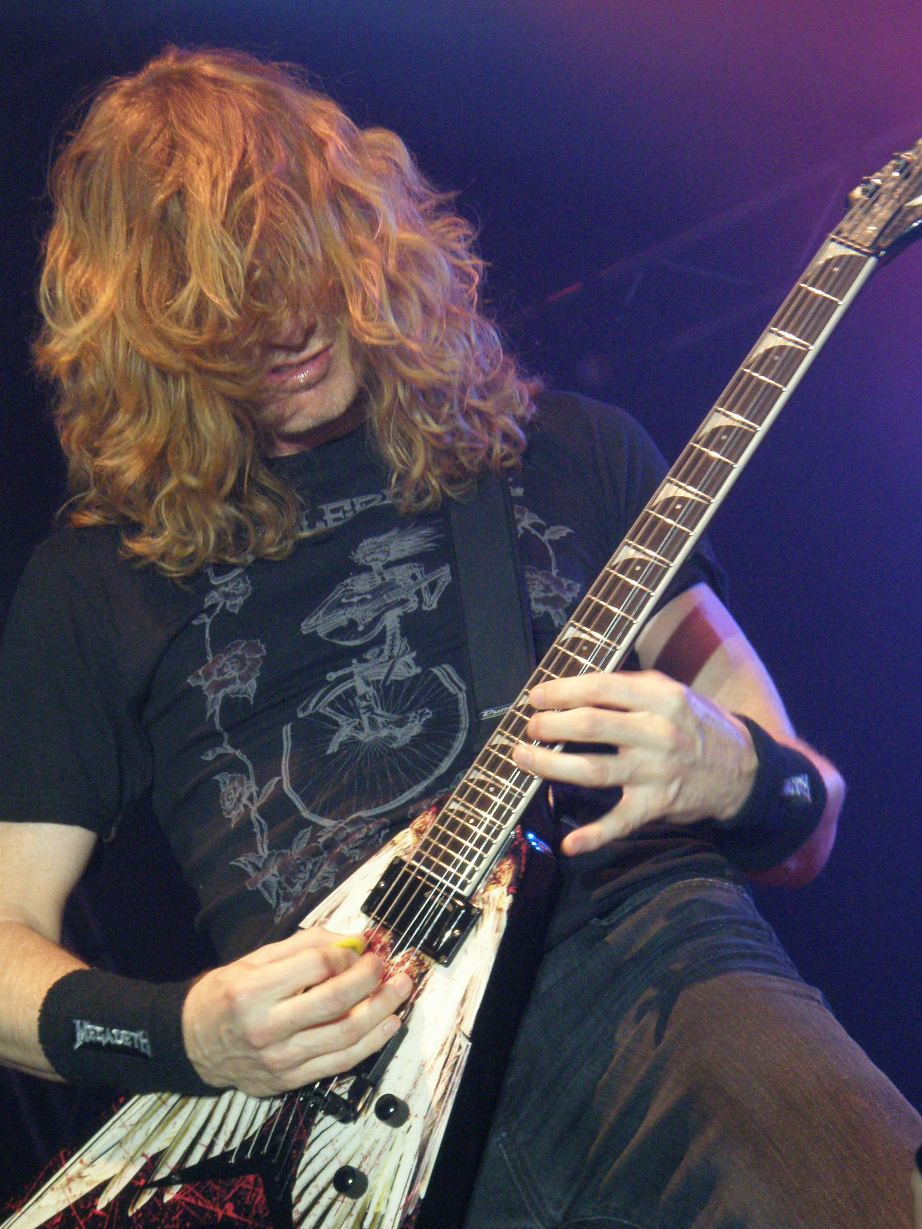
Dave Mustaine hrající kytarové sólo při písni Holy Wars... The Punishment Due v roce 2008.

## Spolupráce
Je známý tím, že používá kytary typu Flying V. Na začátku své kariéry používal kytary značky BC Rich i v době působení v Metallice. V roce 1987 přešel k značce Jackson Guitars, se kterou podepsal smlouvu na partnerství. V roce 2004 přešel k značce ESP Guitars, partnerství trvalo ale jenom dva roky z obchodního důvodu. V roce 2006 přešel k značce Dean Guitars.
V roce 2021 přešel k značce Gibson Guitars, se kterou podepsal partnerskou smlouvu, tímto používá akustické a elektrické kytary značky Gibson, Epiphone a Kramer Guitars.